# La Houssoye
La Houssoye – miejscowość i gmina we Francji, w regionie Hauts-de-France, w departamencie Oise.
Według danych na rok 1990 gminę zamieszkiwało 446 osób, a gęstość zaludnienia wynosiła 69 osób/km² (wśród 2293 gmin Pikardii La Houssoye plasuje się na 576. miejscu pod względem liczby ludności, natomiast pod względem powierzchni na miejscu 738.).